# 马正武
马正武（1963年1月—），中华人民共和国政治人物、企业家。中共第十九届中央候补委员（得票数第一）、中央委员（四中全会递补）。

## 生平
1985年毕业于北京化工学院（1983年4月至1985年3月期间担任学校学生会主席）。之后供职于北京革制厂工作，曾任党委副书记。1991年—1992年，任职于中国包装总公司。1992年—1996年，任职于中华人民共和国物资部办公厅。1996年—2001年，担任中国物资开发投资总公司副总经理、总经理。2001年—2002年9月，担任中国诚通控股公司常务副总裁。2004年，任中国诚通控股集团有限公司董事长。2016年，国务院国资委决定由中国诚通托管中国铁路物资（集团）总公司，马正武兼任中国铁路物资集团董事长、党委书记、总经理。2017年10月，在中共十九大上当选中国共产党第十九届中央委员会候补委员。2019年2月，出任新设央企中国融通资产管理集团有限公司总经理。2019年10月，马正武在中共十九届四中全会上被增补为中共中央委员。